# قنطريون أمريكي
القنطريون الأمريكي واسمه العلمي (باللاتينية: Centaurea americana) نوع نباتي ينتمي إلى جنس القنطريون من الفصيلة النجمية.
موطنه جنوب الولايات المتحدة وشمال المكسيك.
النبات عشبي حولي.